# Carlos Domínguez
Carlos Domínguez (1966) è un ex calciatore venezuelano, di ruolo attaccante.